# El Maader El Kabir
El Maader El Kabir  (in arabo المعدر الكبير‎?) è un centro abitato e comune rurale del Marocco situato nella provincia di Tiznit, regione di Souss-Massa. Conta una popolazione di 6 885 abitanti (censimento 2014).